# Tomoplagia heringi
Y yo también cómo por ejemplo Tomoplagia heringi
 es una especie de insecto del género Tomoplagia de la familia Tephritidae del orden Diptera. 
Aczel la describió científicamente por primera vez en el año 1955.